# 阿旺 (列日省)
阿旺（法語：Awans，法語發音：[awɑ̃]）是比利时瓦隆大区列日省列日區的一个市镇，通行法语，是比利时法语社群的一部分，人口9,353人（2018年）。